# Vlag van de Rif-Republiek

Vlag van de Rif-Republiek

De vlag van de Rif-Republiek (1921 – 1926) bestond uit een rood veld met daarop een witte ruit. In deze ruit stonden een groene halve maan en een eveneens groene zespuntige ster.